# داني أردوين
داني أردوين (بالإنجليزية: Danny Ardoin)‏ هو لاعب كرة قاعدة أمريكي، ولد في 8 يوليو 1974 في فيل بلات في الولايات المتحدة.

## وصلات خارجية
- داني أردوين على موقع دوري كرة القاعدة الرئيسي (الإنجليزية)
- داني أردوين على موقعبيزبول رفرنس.كوم (الدوري الرئيسي) (الإنجليزية)
- داني أردوين على موقعبيزبول رفرنس.كوم (الدوري الثانوي) (الإنجليزية)
- داني أردوين على موقع مشجعي الرسوم البيانية (الإنجليزية)